# Вулиця Полковника Дмитра Вітовського (Тернопіль)
Вулиця Полковника Дмитра Вітовського — вулиця в 10-му мікрорайоні міста Тернополя. Названа на честь українського політика, військовика і літератора Дмитра Вітовського.

## Відомості
Розпочинається від вулиці Уласа Самчука, пролягає на схід до вулиці Полковника УПА Омеляна Польового, де і закінчується. На вулиці розташовані приватні будинки.

## Дотичні вулиці
Лівобічні: В'ячеслава Будзиновського, Кошового Івана Сірка, Василя Сімовича